# Nazionale maschile di calcio di Panama
La nazionale di calcio di Panama (Selección de fútbol de Panamá) è la rappresentativa calcistica dell'omonimo Paese centroamericano, posta sotto l'egida della Federación Panameña de Fútbol e affiliata alla CONCACAF e alla UNCAF.
Disputò la sua prima partita contro la Selección de Jalisco, che rappresentava i migliori giocatori del campionato messicano, il 28 luglio 1937 a Cali, in Colombia. I suoi giocatori sono soprannominati Los Canaleros con ovvio riferimento al canale che unisce Atlantico e Pacifico e divide le due Americhe. Lo stadio della squadra è l'Estadio Rommel Fernandez, situato a Panama, che ha una capienza di 32 000 spettatori.
Vanta tre secondi posti nella Gold Cup (ottenuti nel 2005, nel 2013 e nel 2023) oltre ad uno nella CONCACAF Nations League (nel 2024-2025). Ha vinto una Coppa centroamericana, nel 2009, e nello stesso torneo ha ottenuto due volte il secondo posto. Ha partecipato a una fase finale del campionato del mondo, nel 2018, edizione in cui è stata eliminata al primo turno.
Nella classifica mondiale della FIFA, istituita nell'agosto 1993, il miglior piazzamento di Panama è il 29º posto del marzo 2014, mentre il peggior piazzamento è il 150º posto dell'agosto 1995.

## Storia

### Esordi (1920-1940)
Il decennio del 1920 è stato caratterizzato dall'inizio del calcio organizzato, con figure come Gabriel Barrios, importante figura dello sport panamense.
I primi riferimenti raccolti indicano un decennio di trasformazioni per il calcio panamense, incipiente nella sua organizzazione. Tuttavia, la mancanza di maggiore sostegno e le condizioni precarie di quel tempo, non gli permisero di crescere a livello internazionale, nemmeno di partecipare alla prima Coppa del Mondo 1930 in Uruguay. Anche se non era pronto per essere un membro attivo della FIFA, la National Football League, presieduta all'epoca da Nessím Ramos, aveva ricevuto un invito formale da parte della Asociación Uruguaya de Fútbol (AUF) per una squadra panamense di viaggiare per partecipare alla Coppa del Mondo. L'invito è stato poi declinato.
La prima partita ufficiale è stata nel 1938, con la vittoria contro il Venezuela (2-1). Sempre nel 1938 arrivò il primo scontro tra la squadra di calcio panamense e la Costa Rica durante la quarta edizione dei Giochi centramericani e caraibici a Panama, con esito fatale: 11-0 per i costaricensi.

### 1940-1950
Panama, che fino a questo momento non si era distinto a livello internazionale, ha intrapreso importanti passi verso il suo riconoscimento internazionale. Ai Giochi centramericani e caraibici svoltisi a Barranquilla, Colombia, il 21 dicembre del 1946, Panama si trovò di fronte alla Costa Rica. Al 35º minuto Carlos "Black" Martinez è diventato il primo a segnare un gol in questa competizione, e poi al 42°, Santiago "Piepá" Anderson, a mettere il 2-0 finale, rompendo dopo otto anni l'imbattibilità della Costa Rica su Panama.

### Anni 1960
Panama disputò la prima fase del Campionato Concacaf 1963. Riuscì a pareggiare contro El Salvador (1-1 e fece lo stesso anche con Guatemala (2-2). Ma la sconfitta contro l'Honduras (0-1) rese inutile la goleada contro il Nicaragua (5-0), non riuscendo a raggiungere la finale del torneo. Ci sono voluti trenta anni per i panamensi per tornare a partecipare alla coppa continentale nella Gold Cup 1993.

### Anni 1970
In questo decennio Panama è riuscito a ottenere la medaglia di bronzo nei Giochi Bolivariani del 1970 a Maracaibo e nel 1973 a Panama. Nelle ultime partite i canaleros hanno ottenuto vittorie più importanti, battendo il Perù (1-0) e la Bolivia (3-2) per la prima volta nella loro storia.
Il primo incontro di Panama nelle qualificazioni per la Coppa del mondo di calcio risale al 4 aprile 1976 allo Stadio di Rommel Fernández (oggi Rommel Fernández). Fu ottenuta una sorprendente vittoria contro la Costa Rica davanti a ottomila tifosi. Arrivò poi un pareggio contro El Salvador (1-1), ma quando la qualificazione per i mondiali era vicina una serie di errori, ribellioni, sospensioni di giocatori e improvvisazioni tecniche provocarono l'eliminazione. Il Guatemala diede la stoccata finale (2-4, 0-7) ai sogni di qualificazione.

### Anni 1980
Gli anni ottanta furono segnati da gravi conflitti con la FIFA, che portarono alla sospensione indefinita e all'isolamento internazionale di Panama, isolamento durato quattro anni. Nonostante la disaffiliazione, la FIFA lasciò che Panama partecipasse alle qualificazioni alla Coppa del mondo 1982, in cui la squadra fu eliminata. Panama mancò anche la qualificazione al campionato del mondo 1986, perdendo le sue due partite con l'Honduras.

### Anni 1990
Dopo l'istituzione della CONCACAF Gold Cup nel 1991, Panama dovette attendere la seconda edizione, quella del 1993, per partecipare alla rassegna, essendosi classificato terzo nella Coppa delle nazioni UNCAF 1993. Sorteggiati nel girone A con Stati Uniti, Giamaica e Honduras, i panamensi non si piazzarono ultimi, perdendo con honduregni e statunitensi rispettivamente per 5-1 e 2-1 e pareggiando per 1-1 contro i giamaicani.
Nelle qualificazioni alla Coppa del mondo 1994 Panama fu eliminato ancora una volta dalla Costa Rica (1-1, 0-2).

### Anni 2000

#### Anni di delusioni (2000-2005)
Nella Coppa delle nazioni UNCAF 2001, grazie al secondo posto dietro El Salvador nel girone di prima fase, Panama accede alla seconda fase. Qui finisce quarto e ultimo e perde anche lo spareggio per la qualificazione alla CONCACAF Gold Cup 2002 contro Cuba (0-1).
Dopo aver vinto il girone di primo turno, Panama è nuovamente estromesso nel secondo turno delle eliminatorie CONCACAF della Coppa del mondo 2002, arrivando quarto nel gruppo C con Messico, Trinidad e Tobago e Canada.
Nella Coppa delle nazioni UNCAF 2003 si piazza quinto su sei squadre, non riuscendo quindi a qualificarsi per la CONCACAF Gold Cup 2003.

#### Il secondo posto nella Gold Cup 2005
Classificatosi quarto nella Coppa delle nazioni UNCAF 2005 (sconfitto in semifinale dall'Honduras e nella finale per il quarto posto dal Guatemala), Panama si qualifica dunque per la CONCACAF Gold Cup 2005. In questo torneo supera il primo turno con una vittoria (all'esordio contro la Colombia, 1-0), un pareggio (2-2 contro Trinidad e Tobago) e una sconfitta (0-1 contro l'Honduras), ai quarti sconfigge il Sudafrica, squadra invitata a partecipare al torneo (1-1 dopo i tempi supplementari, 5-3 dopo i tiri di rigore). In semifinale batte nuovamente la Colombia (3-2), ma perde la finale contro gli Stati Uniti (0-0 dopo 120 minuti, 3-1 dopo i tiri di rigore). Il panamense Luis Tejada è eletto miglior giocatore del torneo e miglior marcatore del torneo (tre gol) a pari merito con altri cinque calciatori. Nell'undici-tipo del torneo sono nominati i panamensi Jaime Penedo (portiere), Felipe Baloy (difensore), e lo stesso Luis Tejada (attaccante).

#### Vittoria della Coppa delle nazioni UNCAF (2005-2011)
Battuta Saint Lucia al primo turno delle eliminatorie del campionato del mondo 2006, Panama finisce secondo dietro gli Stati Uniti nel secondo turno delle qualificazioni CONCACAF e accede dunque al terzo e ultimo turno, l'esagonale. Qui si piazza ultimo, non qualificandosi dunque per la rassegna iridata.
Nella Coppa delle nazioni UNCAF 2007 vince il girone di prima fase e batte in semifinale il Guatemala. In finale esce sconfitto dall'incontro con la Costa Rica (1-1 dopo 120 minuti, 4-1 dopo i tiri di rigore). Il secondo posto nella competizione consente comunque ai panamensi di qualificarsi per la CONCACAF Gold Cup 2007, dove Panama batte l'Honduras (3-2), pareggia contro Cuba (2-2) e perde contro il Messico (0-1), accedendo ai quarti, dove perde contro gli Stati Uniti (1-2). Il difensore Felipe Baloy e l'attaccante Blas Pérez saranno inseriti nella squadra-tipo del torneo.
Nelle eliminatorie per il campionato del mondo 2010 Panama esce già al secondo turno, eliminato da El Salvador dopo due partite (vittoria per 1-0 in casa e sconfitta per 3-1 in trasferta).
Vince la Coppa delle nazioni UNCAF 2009 battendo in finale la Costa Rica (0-0 dopo 120 minuti, 4-2 dopo i tiri di rigore). Nella CONCACAF Gold Cup 2009 è eliminato ai quarti di finale dagli Stati Uniti (2-1 dopo i tempi supplementari).

### Anni 2010

#### L'era Dely Valdés (2011-2013)
Nella CONCACAF Gold Cup 2011, sotto la guida di Julio César Dely Valdés, nominato CT nel settembre 2010, Panama batte a Tampa gli Stati Uniti, infliggendo loro la prima sconfitta di sempre nella prima fase della Gold Cup. La squadra centroamericana supera il girone e si qualifica per la semifinale, dove è battuta ed eliminata dagli Stati Uniti in una sorta di rivincita.
Panama si qualifica per la CONCACAF Gold Cup 2013 battendo per 3-1 il Guatemala nella finale per il quinto posto della Coppa centroamericana 2013. Batte dunque il Messico (2-1) per la prima volta nella propria storia e anche la Martinica (1-0), qualificandosi così per i quarti di finale con una giornata di anticipo rispetto alla fine della fase a gironi, che chiudono pareggiando 0-0 contro il Canada. Sconfitto facilmente Cuba ai quarti di finale (6-1), eliminano anche il Messico, battendolo nuovamente per 2-1. In finale perdono per 1-0 contro gli Stati Uniti padroni di casa.
Nelle eliminatorie per il campionato del mondo 2014 Panama supera senza patemi il gironcino di seconda fase con Nicaragua e Dominica grazie a quattro vittorie in altrettante partite ed è inserito in un raggruppamento di terza fase comprendente anche Honduras, Canada, Cuba. Accede al quarto e ultimo turno, il cosiddetto "esagonale", grazie al secondo posto. Nell'esagonale Panama si classifica quinto (penultimo) con un bilancio di una vittoria, cinque pareggi e quattro sconfitte. Perdendo all'ultimo turno in casa contro gli Stati Uniti (2-3) i panamensi lasciano dunque al Messico, giunto quarto, la possibilità di accedere agli spareggi inter-zona contro la Nuova Zelanda, vincitore delle eliminatorie oceaniane. Nell'ottobre 2013 Dely Valdés lascia l'incarico di CT.

#### L'era Gómez, il primo mondiale (2014-oggi)
Il 15 febbraio 2014 è nominato CT il colombiano Hernán Darío Gómez. Un mese dopo Panama raggiunge la sua miglior posizione di sempre nella classifica mondiale della FIFA, il 29º posto, entrando per la prima volta nella top 30.
Giunti terzi nella Coppa centroamericana 2014, i Canaleros si qualificano per la CONCACAF Gold Cup 2015. Con quattro pareggi consecutivi si qualificano per la semifinale contro il Messico ad Atlanta, disputata il 22 luglio 2015. Pur ridotti in dieci uomini per un'espulsione avvenuta al 25º minuto di gioco, i panamensi riescono a segnare al 56º minuto con un colpo di testa di Román Pérez e sembrano in procinto di condurre in porto il risultato, ma a due minuti dal 90° l'arbitro statunitense Mark Geiger assegna ai messicani un calcio di rigore molto contestato, cui seguono roventi proteste che portano alla sospensione dell'incontro per ben undici minuti, stante il rifiuto dei panamensi, rientrati in un primo momento negli spogliatoi, di proseguire l'incontro. Il calcio di rigore è convertito in gol e nei tempi supplementari i messicani prevalgono per 2-1 grazie a un altro penalty di Andrés Guardado, qualificandosi per la finale. Le reazioni panamensi sono molto forti: l'allenatore Gómez parla apertamente di "furto" e dice di "meditare il ritiro" per la delusione, mentre la federcalcio panamense invoca le dimissioni di dieci membri della commissione arbitrale della CONCACAF. Nella finale per il terzo posto Panama batte comunque gli Stati Uniti ai tiri di rigore, raggiungendo il podio per la terza edizione di fila della Gold Cup.
La medaglia di bronzo nella Gold Cup consente a Panama di competere, nel gennaio 2016, nella Copa América Centenario. Dopo aver facilmente vinto contro Cuba (4-0) nel turno preliminare, i Canaleros sono inseriti in un difficile girone comprendente anche Argentina, Cile e Bolivia. All'esordio battono per 2-1 la Bolivia (doppietta di Blas Pérez), ma poi perdono per 5-0 contro l'Argentina e per 4-2 contro il Cile. Argentina e Cile saranno proprio le finaliste di quel torneo.
Nella CONCACAF Gold Cup 2017 Panama supera il girone iniziale, ma si ferma ai quarti di finale, sconfitto per 1-0 dalla Costa Rica.
Nell'ottobre 2017, battendo in rimonta per 2-1 la Costa Rica anche grazie a un gol fantasma, Panama si qualifica per il campionato del mondo 2018, raggiungendo per la prima volta nella propria storia la fase finale del torneo. La selezione centroamericana si ritrova in un girone difficile, con Belgio, Inghilterra e Tunisia. Persa la prima partita per 3-0 contro il Belgio il 18 giugno 2018 (dopo aver comunque terminato a sorpresa il primo tempo sullo 0-0), sei giorni dopo perde per 6-1 contro l'Inghilterra ed è eliminata. Il capitano Felipe Baloy segna l'ultima rete della partita, il primo gol di Panama in una fase finale di Coppa del mondo. Nel match conclusivo del girone, contro la Tunisia, Panama passa in vantaggio nel primo tempo con un autogol di Yassine Meriah, ma nella ripresa subisce la rimonta degli avversari, che vincono per 2-1.

## Partecipazioni ai tornei internazionali

### Mondiali
| Anno | Luogo                    | Piazzamento      | V | N | P | Gol  |
| ---- | ------------------------ | ---------------- | - | - | - | ---- |
| 1930 | Uruguay                  | Non partecipante | - | - | - | -    |
| 1934 | Italia                   | Non partecipante | - | - | - | -    |
| 1938 | Francia                  | Non partecipante | - | - | - | -    |
| 1950 | Brasile                  | Non partecipante | - | - | - | -    |
| 1954 | Svizzera                 | Non partecipante | - | - | - | -    |
| 1958 | Svezia                   | Non partecipante | - | - | - | -    |
| 1962 | Cile                     | Non partecipante | - | - | - | -    |
| 1966 | Inghilterra              | Non partecipante | - | - | - | -    |
| 1970 | Messico                  | Non partecipante | - | - | - | -    |
| 1974 | Germania Ovest           | Non partecipante | - | - | - | -    |
| 1978 | Argentina                | Non qualificata  | - | - | - | -    |
| 1982 | Spagna                   | Non qualificata  | - | - | - | -    |
| 1986 | Messico                  | Non qualificata  | - | - | - | -    |
| 1990 | Italia                   | Non qualificata  | - | - | - | -    |
| 1994 | Stati Uniti              | Non qualificata  | - | - | - | -    |
| 1998 | Francia                  | Non qualificata  | - | - | - | -    |
| 2002 | Corea del Sud / Giappone | Non qualificata  | - | - | - | -    |
| 2006 | Germania                 | Non qualificata  | - | - | - | -    |
| 2010 | Sudafrica                | Non qualificata  | - | - | - | -    |
| 2014 | Brasile                  | Non qualificata  | - | - | - | -    |
| 2018 | Russia                   | Primo turno      | 0 | 0 | 3 | 2:11 |
| 2022 | Qatar                    | Non qualificata  | - | - | - | -    |

### Gold Cup
| Anno | Luogo                               | Piazzamento      | V | N | P | Gol  |
| ---- | ----------------------------------- | ---------------- | - | - | - | ---- |
| 1991 | Stati Uniti                         | Non qualificata  | - | - | - | -    |
| 1993 | Stati Uniti / Messico               | Primo turno      | 0 | 1 | 2 | 3:8  |
| 1996 | Stati Uniti                         | Non qualificata  | - | - | - | -    |
| 1998 | Stati Uniti                         | Non qualificata  | - | - | - | -    |
| 2000 | Stati Uniti                         | Non partecipante | - | - | - | -    |
| 2002 | Stati Uniti                         | Non qualificata  | - | - | - | -    |
| 2003 | Stati Uniti / Messico               | Non qualificata  | - | - | - | -    |
| 2005 | Stati Uniti                         | Secondo posto    | 3 | 1 | 2 | 7:6  |
| 2007 | Stati Uniti                         | Quarti di finale | 1 | 1 | 2 | 6:7  |
| 2009 | Stati Uniti                         | Quarti di finale | 1 | 1 | 2 | 7:5  |
| 2011 | Stati Uniti                         | Semifinale       | 3 | 2 | 2 | 7:6  |
| 2013 | Stati Uniti                         | Secondo posto    | 4 | 1 | 1 | 11:4 |
| 2015 | Stati Uniti / Canada                | Terzo posto      | 0 | 5 | 1 | 6:7  |
| 2017 | Stati Uniti                         | Quarti di finale | 2 | 1 | 1 | 6:3  |
| 2019 | Stati Uniti / Costa Rica / Giamaica | Quarti di finale | 2 | 0 | 2 | 6:4  |
| 2021 | Stati Uniti                         | Primo turno      | 1 | 1 | 1 | 8:7  |
| 2023 | Stati Uniti / Canada                | Secondo posto    | 3 | 2 | 1 | 11:6 |
| 2025 | Stati Uniti / Canada                | Quarti di finale | 3 | 1 | 0 | 11:4 |

## Rosa attuale
Lista dei giocatori convocati per la CONCACAF Gold Cup 2025.
Presenze e reti aggiornate al 28 giugno 2025, al termine della sfida dei quarti di finale contro l'Honduras, dopo la quale sono stati eliminati dalla competizione.
|  | P | Luis Mejía              | 16 marzo 1991     | 55  | -62 | Nacional             |  |  |
|  | P | Orlando Mosquera        | 25 dicembre 1994  | 39  | -50 | Al-Fayha             |  |  |
|  | P | John Gunn               | 24 gennaio 2000   | 0   | 0   | N.E. Revolution      |  |  |
|  |   |                         |                   |     |     |                      |  |  |
|  | D | Eric Davis              | 31 marzo 1991     | 97  | 7   | Vila Nova            |  |  |
|  | D | Fidel Escobar           | 9 gennaio 1995    | 90  | 4   | Saprissa             |  |  |
|  | D | Michael Murillo         | 11 febbraio 1996  | 86  | 9   | Olympique Marsiglia  |  |  |
|  | D | Andrés Andrade Cedeño   | 16 ottobre 1998   | 40  | 1   | LASK                 |  |  |
|  | D | César Blackman          | 2 aprile 1998     | 31  | 2   | Slovan Bratislava    |  |  |
|  | D | José Córdoba            | 3 giugno 2001     | 27  | 0   | Norwich City         |  |  |
|  | D | Carlos Harvey           | 3 febbraio 2000   | 19  | 1   | Minnesota Utd        |  |  |
|  | D | Edgardo Fariña          | 21 settembre 2001 | 15  | 0   | Chimki               |  |  |
|  | D | Iván Anderson           | 24 novembre 1997  | 13  | 1   | Marathón             |  |  |
|  | D | Jorge Gutiérrez         | 1º settembre 1998 | 7   | 0   | Dep. La Guaira       |  |  |
|  |   |                         |                   |     |     |                      |  |  |
|  | C | Aníbal Godoy            | 10 febbraio 1990  | 152 | 4   | San Diego            |  |  |
|  | C | José Luis Rodríguez     | 19 giugno 1998    | 59  | 7   | Juárez               |  |  |
|  | C | Cristian Jesús Martínez | 6 febbraio 1997   | 52  | 1   | Ironi K. Shmona      |  |  |
|  | C | César Yanis             | 28 gennaio 1996   | 55  | 5   | Cobresal             |  |  |
|  | C | Víctor Griffith         | 12 dicembre 2000  | 16  | 0   | St. Johnstone        |  |  |
|  | C | Janpol Morales          | 22 giugno 1998    | 5   | 0   | Macará               |  |  |
|  | C | Edward Cedeño           | 5 luglio 2003     | 3   | 0   | Tarazona             |  |  |
|  |   |                         |                   |     |     |                      |  |  |
|  | A | Ismael Díaz             | 12 maggio 1997    | 48  | 16  | Universidad Católica |  |  |
|  | A | Eduardo Guerrero        | 21 febbraio 2000  | 22  | 3   | Dinamo Kiev          |  |  |
|  | A | Tomás Rodríguez         | 9 marzo 1999      | 10  | 3   | Monagas              |  |  |
|  | A | Kahiser Lenis           | 23 luglio 2000    | 10  | 2   | Jaguares             |  |  |
|  | A | Azarías Londoño         | 21 giugno 2001    | 8   | 1   | Universidad Católica |  |  |
|  | A | Gustavo Herrera         | 18 novembre 2005  | 1   | 0   | Puebla               |  |  |

## Record individuali
Record aggiornati al 28 giugno 2025.
- In grassetto i giocatori ancora in attività con la maglia della nazionale.

### Record di presenze
| Pos. | Giocatore        | Presenze | Reti | Periodo   |
| ---- | ---------------- | -------- | ---- | --------- |
| 1    | Aníbal Godoy     | 152      | 4    | 2010-     |
| 2    | Gabriel Gómez    | 149      | 12   | 2003-2018 |
| 3    | Alberto Quintero | 137      | 7    | 2007-2023 |
| 4    | Jaime Penedo     | 136      | 0    | 2003-2018 |
| 5    | Armando Cooper   | 123      | 9    | 2006-2022 |
| 6    | Blas Pérez       | 122      | 43   | 2001-2018 |
| 7    | Román Torres     | 120      | 10   | 2005-2019 |
| 8    | Luis Tejada      | 108      | 43   | 2001-2018 |
| 9    | Gabriel Torres   | 104      | 24   | 2005-2022 |
| 10   | Felipe Baloy     | 103      | 4    | 2001-2018 |

### Record di reti
| Pos. | Giocatore               | Reti | Presenze | Periodo   |
| ---- | ----------------------- | ---- | -------- | --------- |
| 1    | Luis Tejada             | 43   | 108      | 2001-2018 |
| 1    | Blas Pérez              | 43   | 122      | 2001-2018 |
| 3    | Gabriel Torres          | 24   | 104      | 2005-2022 |
| 4    | Luis Ernesto Tapia      | 20   | 77       | 1960-1979 |
| 5    | Jorge Dely Valdés       | 19   | 48       | 1991-2005 |
| 6    | James Santiago Anderson | 18   | 23       | 1938-1948 |
| 7    | Roberto Brown           | 17   | 53       | 2000-2011 |
| 7    | Julio Dely Valdes       | 17   | 41       | 1990-2005 |
| 7    | Carlos Martínez         | 17   | 20       | 1946-1954 |
| 10   | Ismael Díaz             | 16   | 48       | 2014-     |

## Commissari tecnici
- Romeo Parravicini (1938)
- Manuel Sánchez Durán (1941)
- Emel Ospino (1946)
- Óscar Rendoll Gómez (1946)
- Óscar Suman Carrillo (1949)
- Gilberto Casanova (1950)
- Moses Stern (1950)
- Óscar Rendoll Gómez (1951)
- Rogelio Díaz (1952)
- Emel Ospino (1956)
- José Bech Casablanca (1961)
- Raúl "Che" Álvarez (1963–64)

- José Bech Casablanca (1967)
- Luis Carlos Ponce (1967)
- Néstor Valdez Moraga (1969)
- Renato Panay (1976)
- Omar Muraco (1978)
- Edgardo Bone Baldi (1979)
- Luis Borghini (1980)
- Rubén Cárdenas (1980)
- Orlando Muñoz (1984)
- Carlos Cavagnaro (1984)
- Juan Colecchio (1986–1987)
- Miguel Mansilla (1987–1988)

- Miguel Mansilla (1990)
- Gustavo de Simone (1992)
- Orlando Muñoz (1995)
- César Maturana (1995–96)
- Óscar Aristizábal (1999)
- Miguel Mansilla (1999–2000)
- Ezequiel Fernández (2000)
- Leopoldo Lee (2000)
- Mihai Stoichiță (2001)
- Billy Stenning (2001–02)
- Carlos Alberto da Luz (2002–03)
- José Eugenio Hernández (2004–05)

- Julio Dely Valdés (2006, interim)
- Víctor René Mendieta (2006, interim)
- Alexandre Guimarães (2006–08)
- Gary Stempel (2008–09)
- Julio Dely Valdés (2010–13)
- Hernán Darío Gómez (2014–18)
- Gary Stempel (2018–2019)
- Julio Dely Valdés (2019)
- Américo Gallego (2019–2020)
- Thomas Christiansen (2020–)

## Tutte le rose

### Mondiali
Coppa del Mondo FIFA 20181 Penedo, 2 Murillo, 3 Cummings, 4 Escobar, 5 R. Torres, 6 G. Gómez, 7 Pérez, 8 Bárcenas, 9 G. Torres, 10 Díaz, 11 Cooper, 12 Calderón, 13 Machado, 14 Pimentel, 15 Davis, 16 Arroyo, 17 Ovalle, 18 Tejada, 19 Ávila, 20 Godoy, 21 J. Rodríguez, 22 A. Rodríguez, 23 Baloy, CT: H. Gómez

### Gold Cup
CONCACAF Gold Cup 19931 James, 3 Poyatos, 4 Julio, 5 Delgado, 6 Méndez, 8 Dely Valdés, 9 Mendieta, 11 Piggott, 15 Clarke, 16 Díaz, 17 Castillo, 18 Atencio, 20 Bernal, 21 Lozada, CT: Suárez
CONCACAF Gold Cup 20051 Penedo, 2 Rivera, 3 Moreno, 4 J. Torres, 5 Baloy, 6 Gómez, 7 J. Dely Valdés, 8 Blanco, 9 J.C. Dely Valdés, 10 Medina, 11 Brown, 12 Calderón, 13 Solanilla, 14 R. Torres, 15 Phillips, 16 Guardia, 17 Henríquez, 18 Ávila, 20 Mitre, 21 Rodríguez, 22 McFarlane, 23 González, CT: Hernández
CONCACAF Gold Cup 20071 Penedo, 2 Rivera, 3 Moreno, 4 J. Pérez, 5 R. Torres, 6 Gómez, 7 B. Pérez, 8 Blanco, 9 Garcés, 10 Escobar, 12 McFarlane, 13 Aguilar, 14 M. Torres, 15 Phillips, 17 L. Henríquez, 19 Muñoz, 20 Mitre, 21 A. Henríquez, 22 Herrera, 23 Baloy, 25 Calderón, 26 Anderson, CT: Guimarães
CONCACAF Gold Cup 20091 Penedo, 2 Rivera, 3 Moreno, 4 J. Torres, 5 R. Torres, 6 Gómez, 7 Pérez, 8 Blanco, 9 Garcés, 10 Barahona, 11 Herrera, 12 McFarlane, 13 Solanilla, 14 Gun, 15 Phillips, 16 M. Torres, 17 Muñoz, 18 Tejada, 19 Rodríguez, 20 Escobar, 21 A. Henríquez, 22 Calderón, 23 Baloy, CT: Stempel
CONCACAF Gold Cup 20111 Penedo, 3 Cummings, 4 Haywood, 5 R. Torres, 6 Gómez, 7 Pérez, 8 G. Torres, 9 Addles, 10 Barahona, 11 Cooper, 12 Mejía, 13 Machado, 14 Dasent, 15 Davis, 16 Rentería, 17 L. Henríquez, 18 Tejada, 19 Quintero, 20 Godoy, 21 A. Henríquez, 22 Bonaga, 23 Baloy, 24 Melgar, CT: Dely Valdés
CONCACAF Gold Cup 20131 Penedo, 2 Parris, 3 Cummings, 4 C. Rodríguez, 5 R. Torres, 6 Gómez, 7 B. Pérez, 8 Sánchez, 9 G. Torres, 10 Bonaga, 11 Waterman, 12 Mejía, 13 Cedeño, 14 J. Pérez, 15 Á. Rodríguez, 16 Blackburn, 17 Miller, 18 Jiménez, 19 Quintero, 20 Godoy, 21 Dixon, 22 Escobar, 23 Chen, CT: Dely Valdés
CONCACAF Gold Cup 20151 Penedo, 2 Pimentel, 3 Cummings, 4 Stephens, 5 R. Torres, 6 G. Gómez, 7 Pérez, 8 G. Torres, 9 Nurse, 10 Tejada, 11 Cooper, 12 Mejía, 13 Machado, 14 Camargo, 15 Davis, 16 Blackburn, 17 Henríquez, 18 Pinzón, 19 Quintero, 20 Godoy, 21 Calderón, 22 Arroyo, 23 Patrick, CT: H. Gómez
CONCACAF Gold Cup 20171 Rodríguez, 2 Murillo, 3 Patrick, 4 Vargas, 5 Escobar, 6 G. Gómez, 7 Clarke, 8 Bárcenas, 9 Torres, 10 Díaz, 11 Cooper, 12 Calderón, 13 Miller, 14 Pimentel, 15 Davis, 16 Mosquera, 17 Ovalle, 18 Camargo, 19 Núñez, 20 Godoy, 21 Heráldez, 22 Arroyo, 23 Chen, CT: H. Gómez
CONCACAF Gold Cup 20191 Mejía, 2 Palacios, 3 Cummings, 4 Escobar, 5 R. Torres, 6 Galván, 7 Rodríguez, 8 Sánchez, 9 G. Torres, 10 Bárcenas, 11 Cooper, 12 Calderón, 13 Machado, 14 Pimentel, 15 Davis, 16 Blackburn, 17 Fajardo, 18 Arroyo, 19 Quintero, 20 Walker, 21 Browne, 22 Mosquera, 23 Murillo, CT: Dely Valdés
CONCACAF Gold Cup 20211 Mejía, 2 Palacios, 3 Cummings, 4 Córdoba, 5 Peralta, 6 Griffith, 7 Rodríguez, 8 Carrasquilla, 9 Torres, 10 Bárcenas, 11 Cooper, 12 Calderón, 13 Machado, 14 Waterman, 15 Davis, 16 Miller, 17 Fajardo, 18 Aguilar, 19 Quintero, 20 Ayarza, 21 Yanis, 22 Mosquera, 23 Camargo, CT: Christiansen
CONCACAF Gold Cup 20231 Mejía, 2 Blackman, 3 Cummings, 4 Escobar, 5 Miller, 6 Martínez, 7 Welch, 8 Carrasquilla, 9 Londoño, 10 Bárcenas, 11 Díaz, 12 Samudio, 13 Góndola, 14 E. Anderson, 15 Davis, 16 Cedeño, 17 Fajardo, 18 Waterman, 19 Quintero, 20 Godoy, 21 Yanis, 22 Mosquera, 23 Murillo, 24 Valencia, 25 I. Anderson, CT: Christiansen
CONCACAF Gold Cup 20251 Mejía, 2 Blackman, 3 Córdoba, 4 Escobar, 5 Fariña, 6 Martínez, 7 J. Rodríguez, 8 Griffith, 9 Guerrero, 10 Díaz, 11 Londoño, 12 Gunn, 13 Morales, 14 Harvey, 15 Davis, 16 Cedeño, 17 Fajardo, 18 Waterman, 19 I. Anderson, 20 Godoy, 21 Yanis, 22 Mosquera, 23 Murillo, 24 T. Rodríguez, 25 Cedeño, 26 Gutiérrez, CT: Christiansen

### Copa América
Copa América Centenario1 Penedo, 2 Camargo, 3 Cummings, 4 Escobar, 5 Miller, 6 G. Gómez, 7 Pérez, 8 Torres, 9 Nurse, 10 Tejada, 11 Cooper, 12 Rodríguez, 13 Machado, 14 Pimentel, 15 M. Gómez, 16 Arroyo, 17 L. Henríquez, 18 Buitrago, 19 Quintero, 20 Godoy, 21 A. Henríquez, 22 Calderón, 23 Baloy, CT: H. Gómez
Copa América 20241 Mejía, 2 Blackman, 3 Córdoba, 4 E. Anderson, 5 Ayarza, 6 Martínez, 7 J. Rodríguez, 8 Carrasquilla, 9 Guerrero, 10 Bárcenas, 11 Díaz, 12 Samudio, 13 Góndola, 14 Welch, 15 Davis, 16 Harvey, 17 Fajardo, 18 Valencia, 19 I. Anderson, 20 Cummings, 21 Yanis, 22 Mosquera, 23 Murillo, 24 Fariña, 25 Miller, 26 Lenis, CT: Christiansen